# Fußball-Europameisterschaft der Frauen 1997/Gruppe B
Resultate der Gruppe B der Fußball-Europameisterschaft der Frauen 1997:
| Pl. | Land        | Sp. | S | U | N | Tore    | Diff. | Punkte |
| --- | ----------- | --- | - | - | - | ------- | ----- | ------ |
| 1.  | Italien     | 3   | 1 | 2 | 0 | 005:300 | +2    | 05     |
| 2.  | Deutschland | 3   | 1 | 2 | 0 | 003:100 | +2    | 05     |
| 3.  | Norwegen    | 3   | 1 | 1 | 1 | 005:200 | +3    | 04     |
| 4.  | Dänemark    | 3   | 0 | 1 | 2 | 002:900 | −7    | 01     |

## Deutschland – Italien  1:1 (0:0)
| Deutschland                                                | Deutschland | Italien | Italien |
| ---------------------------------------------------------- | --- | --- | ------- |
| Deutschland                                                | \| 30. Juni 1997 um 14:00 Uhr (MESZ) in Moss (Melløs-Stadion) \| \| Zuschauer: 713 \| \| Schiedsrichterin: Katriina Elovirta ( Finnland) \|                                                                                               | \| 30. Juni 1997 um 14:00 Uhr (MESZ) in Moss (Melløs-Stadion) \| \| Zuschauer: 713 \| \| Schiedsrichterin: Katriina Elovirta ( Finnland) \| | Italien |
| Deutschland                                                | Silke Rottenberg – Doris Fitschen, Stephanie Jones, Sandra Minnert, Kerstin Stegemann – Maren Meinert, Martina Voss (75. Claudia Müller), Bettina Wiegmann, Pia Wunderlich – Birgit Prinz, Sandra Smisek Cheftrainerin: Tina Theune-Meyer | Giorgia Brenzan – Emma Iozzelli, Marinella Piolanti (69. Silvia Nannini), Raffaella Salmaso, Daniela Tavalazzi – Antonella Carta, Florinda Ciardi, Federica D'Astolfo, Damiana Deiana – Carolina Morace , Patrizia Panico (42. Rita Guarino) Cheftrainer: Sergio Guenza | Italien |
| Deutschland                                                | 1:0 Maren Meinert (49.) | 1:1 Antonella Carta (71.) | Italien |
| Deutschland                                                | Sandra Minnert, Maren Meinert | Raffaella Salmaso, Rita Guarino, Daniela Tavalazzi, Carolina Morace | Italien |
| Deutschland                                                | Federica D'Astolfo (55') | | Italien |
| 30. Juni 1997 um 14:00 Uhr (MESZ) in Moss (Melløs-Stadion) | | |         |
| Zuschauer: 713                                             | | |         |
| Schiedsrichterin: Katriina Elovirta ( Finnland)            | | |         |

## Dänemark – Norwegen  0:5 (0:2)
| Dänemark                                                         | Dänemark | Norwegen | Norwegen |
| ---------------------------------------------------------------- | --- | --- | -------- |
| Dänemark                                                         | \| 30. Juni 1997 um 20:00 Uhr (MESZ) in Lillestrøm (Åråsen-Stadion) \| \| Zuschauer: 4.221 \| \| Schiedsrichterin: Regina Belksma-Konink ( Niederlande) \| | \| 30. Juni 1997 um 20:00 Uhr (MESZ) in Lillestrøm (Åråsen-Stadion) \| \| Zuschauer: 4.221 \| \| Schiedsrichterin: Regina Belksma-Konink ( Niederlande) \| | Norwegen |
| Dänemark                                                         | Dorthe Larsen – Kamma Flæng, Rikke Holm , Bonny Madsen, Lene Terp – Jeanne Axelsen, Anne Dot Eggers Nielsen, Marlene Kristensen (57. Katrine Pedersen), Karina Sefron – Janni Lund Johansen (69. Gitte Krogh), Merete Pedersen (90. Irene Stelling) Cheftrainer: Jørgen Hvidemose | Bente Nordby – Gøril Kringen (62. Henriette Viker), Gro Espeseth , Agnete Carlsen, Anne Nymark Andersen – Hege Riise, Unni Lehn (71. Margun Haugenes), Heidi Støre (76. Merete Myklebust) – Ann Kristin Aarønes, Linda Medalen, Marianne Pettersen Cheftrainer: Per-Mathias Høgmo | Norwegen |
| Dänemark                                                         | 0:1 Marianne Pettersen (16.) 0:2 Marianne Pettersen (18.) 0:3 Marianne Pettersen (50.) 0:4 Heidi Støre (56.) 0:5 Marianne Pettersen (80.) | | Norwegen |
| 30. Juni 1997 um 20:00 Uhr (MESZ) in Lillestrøm (Åråsen-Stadion) | | |          |
| Zuschauer: 4.221                                                 | | |          |
| Schiedsrichterin: Regina Belksma-Konink ( Niederlande)           | | |          |

## Italien – Dänemark  2:2 (1:1)
| Italien                                                         | Italien | Dänemark | Dänemark |
| --------------------------------------------------------------- | --- | --- | -------- |
| Italien                                                         | \| 3. Juli 1997 um 17:30 Uhr (MESZ) in Lillestrøm (Åråsen-Stadion) \| \| Zuschauer: 538 \| \| Schiedsrichterin: Eva Ödlund ( Schweden) \| \| Spielbericht \| | \| 3. Juli 1997 um 17:30 Uhr (MESZ) in Lillestrøm (Åråsen-Stadion) \| \| Zuschauer: 538 \| \| Schiedsrichterin: Eva Ödlund ( Schweden) \| \| Spielbericht \| | Dänemark |
| Italien                                                         | Giorgia Brenzan – Emma Iozzelli, Raffaella Salmaso, Daniela Tavalazzi, Manuela Tesse – Antonella Carta, Florinda Ciardi, Silvia Fiorini, Silvia Nannini (48. Cristina Murelli) – Rita Guarino (43. Roberta Ulivi – 65. Patrizia Panico), Carolina Morace Cheftrainer: Sergio Guenza | Dorthe Larsen – Kamma Flæng (85. Katrine Pedersen), Rikke Holm , Bonny Madsen, Lene Terp – Jeanne Axelsen, Hanne Sand Christensen, Anne Dot Eggers Nielsen, Janni Lund Johansen – Gitte Krogh (55. Louise Hansen), Merete Pedersen Cheftrainer: Jørgen Hvidemose | Dänemark |
| Italien                                                         | 1:1 Carolina Morace (49.) 2:2 Patrizia Panico (80.) | 0:1 Lene Terp (22.) 1:2 Merete Pedersen (61.) | Dänemark |
| 3. Juli 1997 um 17:30 Uhr (MESZ) in Lillestrøm (Åråsen-Stadion) | | |          |
| Zuschauer: 538                                                  | | |          |
| Schiedsrichterin: Eva Ödlund ( Schweden)                        | | |          |
| Spielbericht                                                    | | |          |

## Norwegen – Deutschland  0:0
| Norwegen                                                  | Norwegen | Deutschland | Deutschland |
| --------------------------------------------------------- | --- | --- | ----------- |
| Norwegen                                                  | \| 3. Juli 1997 um 20:00 Uhr (MESZ) in Melløs-Stadion (Moss) \| \| Zuschauer: 7.666 \| \| Schiedsrichterin: Nicole Petignat ( Schweiz) \| | \| 3. Juli 1997 um 20:00 Uhr (MESZ) in Melløs-Stadion (Moss) \| \| Zuschauer: 7.666 \| \| Schiedsrichterin: Nicole Petignat ( Schweiz) \| | Deutschland |
| Norwegen                                                  | Bente Nordby – Gøril Kringen (51. Henriette Viker), Gro Espeseth , Agnete Carlsen, Anne Nymark Andersen – Hege Riise (83. Monica Knudsen), Unni Lehn (66. Margun Haugenes), Heidi Støre – Ann Kristin Aarønes, Linda Medalen, Marianne Pettersen Cheftrainer: Per-Mathias Høgmo | Silke Rottenberg – Doris Fitschen, Stephanie Jones, Sandra Minnert, Kerstin Stegemann – Maren Meinert, Sandra Smisek (49. Inken Becher), Martina Voss (41. Monika Meyer), Bettina Wiegmann, Pia Wunderlich – Birgit Prinz Cheftrainerin: Tina Theune-Meyer | Deutschland |
| Norwegen                                                  | Heidi Støre | Sandra Minnert, Maren Meinert | Deutschland |
| 3. Juli 1997 um 20:00 Uhr (MESZ) in Melløs-Stadion (Moss) | | |             |
| Zuschauer: 7.666                                          | | |             |
| Schiedsrichterin: Nicole Petignat ( Schweiz)              | | |             |

## Norwegen – Italien 0:2 (0:1)
| Norwegen                                                        | Norwegen | Italien | Italien |
| --------------------------------------------------------------- | --- | --- | ------- |
| Norwegen                                                        | \| 6. Juli 1997 um 14:00 Uhr (MESZ) in Lillestrøm (Åråsen-Stadion) \| \| Zuschauer: 4.037 \| \| Schiedsrichterin: Eva Ödlund ( Schweden) \| | \| 6. Juli 1997 um 14:00 Uhr (MESZ) in Lillestrøm (Åråsen-Stadion) \| \| Zuschauer: 4.037 \| \| Schiedsrichterin: Eva Ödlund ( Schweden) \| | Italien |
| Norwegen                                                        | Bente Nordby – Henriette Viker (46. Anne Nymark Andersen), Gro Espeseth , Merete Myklebust – Agnete Carlsen, Hege Riise (78. Ragnhild Gulbrandsen), Unni Lehn, Heidi Støre (85. Margun Haugenes) – Ann Kristin Aarønes, Linda Medalen, Marianne Pettersen Cheftrainer: Per-Mathias Høgmo | Giorgia Brenzan – Emma Iozzelli, Raffaella Salmaso, Daniela Tavalazzi, Manuela Tesse – Antonella Carta, Florinda Ciardi (83. Cristina Murelli), Federica D'Astolfo, Damiana Deiana (48. Silvia Nannini), Silvia Fiorini – Carolina Morace (90. Patrizia Panico) Cheftrainer: Sergio Guenza | Italien |
| Norwegen                                                        | 1:0 Carolina Morace (3.) 2:0 Carolina Morace (90.) | | Italien |
| 6. Juli 1997 um 14:00 Uhr (MESZ) in Lillestrøm (Åråsen-Stadion) | | |         |
| Zuschauer: 4.037                                                | | |         |
| Schiedsrichterin: Eva Ödlund ( Schweden)                        | | |         |

## Dänemark – Deutschland  0:2 (0:0)
| Dänemark                                                  | Dänemark | Deutschland | Deutschland |
| --------------------------------------------------------- | --- | --- | ----------- |
| Dänemark                                                  | \| 6. Juli 1997 um 14:00 Uhr (MESZ) in Moss (Melløs-Stadion) \| \| Zuschauer: 250 \| \| Schiedsrichterin: Kateriina Elovirta ( Finnland) \| | \| 6. Juli 1997 um 14:00 Uhr (MESZ) in Moss (Melløs-Stadion) \| \| Zuschauer: 250 \| \| Schiedsrichterin: Kateriina Elovirta ( Finnland) \| | Deutschland |
| Dänemark                                                  | Dorthe Larsen – Kamma Flæng, Rikke Holm , Lene Terp – Jeanne Axelsen (69. Katrine Pedersen), Hanne Sand Christensen (22. Gitte Krogh), Anne Dot Eggers Nielsen, Louise Hansen – Janni Lund Johansen, Merete Pedersen, Irene Stelling (90. Christina Petersen) Cheftrainer: Jørgen Hvidemose | Silke Rottenberg – Doris Fitschen , Stephanie Jones, Sonja Fuss, Kerstin Stegemann – Inken Becher, Melanie Hoffmann (46. Ariane Hingst), Bettina Wiegmann, Pia Wunderlich – Birgit Prinz, Sandra Smisek (46. Monika Meyer) Cheftrainerin: Tina Theune-Meyer | Deutschland |
| Dänemark                                                  | 0:1 Monika Meyer (82.) 0:2 Birgit Prinz (90.) | | Deutschland |
| Dänemark                                                  | Hanne Sand Christensen, Jeanne Axelsen | Inken Becher, Birgit Prinz, Monika Meyer | Deutschland |
| 6. Juli 1997 um 14:00 Uhr (MESZ) in Moss (Melløs-Stadion) | | |             |
| Zuschauer: 250                                            | | |             |
| Schiedsrichterin: Kateriina Elovirta ( Finnland)          | | |             |